# Kenneth Claiborne Royall
Kenneth Claiborne Royall, Sr. (Goldsboro, 24 de julio de 1894-Durham, 25 de mayo de 1971) fue un abogado y general del Ejército de los Estados Unidos. Fue la última persona en ocupar el cargo de Secretario de Guerra bajo la presidencia de Harry S. Truman. El cargo fue disuelto en 1947, en el marco de una reorganización que creó el Departamento de Defensa de los Estados Unidos. Tras ello, fue nombrado como el primer Secretario del Ejército de 1947 a 1949.

## Biografía
Nació en Carolina del Norte, hijo de Clara Howard Jones y George Pender Royall. Se graduó de la Universidad de Carolina del Norte en Chapel Hill en 1914 e ingresó al colegio de abogados del estado, antes de graduarse en la Escuela de Derecho Harvard en 1917. Entre 1918 y 1919 sirvió en Francia, durante la Primera Guerra Mundial, como segundo teniente.
Tras la guerra ejerció la abogacía y fue elegido para el Senado de Carolina del Norte como demócrata en 1927. En 1940 fue elector presidencial. Al comienzo de la Segunda Guerra Mundial, se convirtió en coronel del Ejército. Fue nombrado jefe de la sección legal del ejército y posteriormente fue nombrado para defender ante la Corte Suprema a los alemanes que ingresaron a los Estados Unidos de manera clandestina. Fue ascendido a brigadier general y nombrado subdirector fiscal de las Fuerzas de Servicio del Ejército.
Fue subsecretario de guerra desde el 9 de noviembre de 1945 hasta el 18 de julio de 1947, cuando el presidente Harry S. Truman lo nombró Secretario de Guerra. Dos meses después, con la creación del Departamento de Defensa en el marco de la Ley de Defensa Nacional de 1947, fue nombrado Secretario del Ejército, dejando de formar parte del gabinete presidencial, ya que el puesto pasó a ser ocupado por el Secretario de Defensa. Tuvo a su cargo la separación del Departamento de la Fuerza Aérea del Departamento del Ejército.
Se vio obligado a retirarse en abril de 1949 por seguir negándose a eliminar la segregación en el ejército, incluso casi un año después de que el presidente Truman promulgase la Orden Ejecutiva 9981, que abolía la discriminación «por motivos de raza, color, religión u origen nacional» en las Fuerzas Armadas de los Estados Unidos.
Regresó a la práctica legal en la ciudad de Nueva York y fue delegado a la Convención Nacional Demócrata de 1964. Falleció en 1971.